# Asashio (tàu khu trục Nhật)

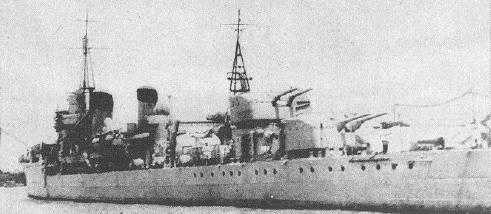
Tàu khu trục Asashio

Asashio (tiếng Nhật: 朝潮) là một tàu khu trục hạng nhất của Hải quân Đế quốc Nhật Bản, là chiếc dẫn đầu trong lớp tàu của nó bao gồm mười chiếc được chế tạo vào giữa những năm 1930. Asahio đã tham gia nhiều hoạt động tại Mặt trận Thái Bình Dương trong Chiến tranh Thế giới thứ hai trước khi bị không kích đánh chìm trong trận chiến biển Bismarck vào ngày 3 tháng 3 năm 1943.

## Thiết kế và chế tạo
Được chấp thuận cho chế tạo trong khuôn khổ Chương trình Bổ sung Vũ khí Hải quân Nhật Bản thứ hai (Maru-2), những chiếc trong lớp tàu khu trục Asahio có kích thước lớn hơn và nhiều khả năng hơn so với lớp tàu khu trục Shiratsuyu dẫn trước, vì các nhà thiết kế hải quân Nhật Bản không còn bị gò bó trong những giới hạn của Hiệp ước Hải quân London. Những con tàu có kích cỡ tương đương tàu tuần dương hạng nhẹ này được thiết kế để tận dụng ưu thế dẫn đầu của Nhật Bản trong kỹ thuật ngư lôi, để tháp tùng lực lượng tấn công chủ lực của Hạm đội Nhật cũng như để tấn công cả ngày lẫn đêm nhắm vào Hải quân Hoa Kỳ, khi họ băng ngang Thái Bình Dương theo giả định của lý thuyết chiến lược Nhật Bản. Cho dù là một trong những lớp tàu khu trục mạnh mẽ nhất thế giới vào lúc hoàn tất, không có chiếc nào sống sót qua cuộc Chiến tranh Thái Bình Dương.
Asashio được đặt lườn tại Xưởng hải quân Sasebo vào ngày 7 tháng 9 năm 1935, được hạ thủy vào ngày 16 tháng 12 năm 1936 và đưa ra hoạt động vào ngày 31 tháng 8 năm 1937. 
Trong khi chạy thử máy, Asashio mắc phải những sự cố khi bẻ lái, và độ cơ động của nó không thể chấp nhận được. Lớp tàu được tái cấu trúc với phần đuôi và bánh lái được tái thiết kế để giải quyết trục trặc. Những vấn đề khác, chủ yếu là với kiểu turbine mới và tinh vi công suất 50.000 shp (37.285 kW), cũng được giải quyết.

## Lịch sử hoạt động
Vào lúc xảy ra cuộc tấn công Trân Châu Cảng, Asashio phục vụ như là soái hạm của Hải đội Khu trục 8, và là một thành viên của Phân Hạm đội Khu trục 2, hộ tống thành phần chủ lực của Lực lượng Viễn chinh Phương Nam dưới quyền Đô đốc Nobutake Kondō rời Quân khu Bảo vệ Mako để hỗ trợ từ xa cho các lực lượng đổ bộ lên Malaya và Philippines vào tháng 12 năm 1941.
Asashio hộ tống một đoàn tàu vận tải chuyển binh lính từ Mako về phía Singora thuộc Malaya, rồi quay về Hong Kong vào ngày 5 tháng 1 năm 1942. Nó hộ tống một đoàn tàu chuyển binh lính khác đến Davao, rồi tham gia lực lượng chiếm đóng Ambon ngày 31 tháng 1, Makassar vào ngày 8 tháng 2 và Bali/Lombok vào ngày 18 tháng 2.

### Trận chiến eo biển Badung
Trong đêm 19 tháng 2 năm 1942, Asashio tham gia Trận chiến eo biển Badoeng. Nó đang hộ tống chiếc tàu vận tải Sasago Maru ngoài khơi Bali khi một lực lượng hạm đội Đồng Minh tấn công; và nó được ghi nhận đã đánh chìm tàu khu trục Hà Lan HNLMS Piet Hein bằng một quả ngư lôi, cùng bắn pháo trúng đích vào tàu tuần dương hạng nhẹ Hà Lan HNLMS Tromp và tàu khu trục Mỹ Stewart. Tuy nhiên Asashio cũng chịu đựng hư hại nhẹ khi bị bắn trúng một phát đạn pháo 75 mm (3 inch) của Tromp, mất một đèn pha cùng bốn người thiệt mạng và 11 người bị thương. Sau trận đánh nó kéo chiếc tàu khu trục chị em Michishio bị hư hại quay trở về Makassar.
Vào tháng 3, Hải đội Khu trục 8 quay trở về Yokosuka. Trong tháng 4, Hải đội Khu trục 8 được tái bố trí về Phân Hạm đội Khu trục 4, và đã đi đến vịnh Manila trợ giúp vào việc bắn phá Corregidor vào cuối tháng 4 và đầu tháng 5 năm 1942, rồi quay trở về Quân khu Hải quân Kure trước khi được chuyển đến Guam.

### Trận Midway
Trong trận Midway vào ngày 4-6 tháng 6 năm 1942, Asashio cùng Hải đội Khu trục 4 hộ tống cho Lực lượng Hỗ trợ của Đô đốc Takeo Kurita bảo vệ cho đoàn tàu vận tải chuyển binh lính tấn công Midway. Nó bị hư hại vừa phải trong một cuộc không kích vào ngày 6 tháng 6, bị đánh trúng một quả bom 227 kg (500 lb) làm thiệt mạng 22 thủy thủ. Nó đã trợ giúp tàu khu trục chị em Arashio trong việc cứu vớt 240 người sống sót từ tàu tuần dương hạng nặng Mikuma, rồi hộ tống chiếc tàu tuần dương Mogami bị hư hại quay trở về Truk vào ngày 14 tháng 6. Sau khi được sửa chữa khẩn cấp bởi chiếc tàu sửa chữa Akashi, Asashio lên đường đi Sasebo để được sửa chữa rộng rãi 29 tháng 6. Sau đó nó được phân về Hải đội Khu trục 8 và đặt căn cứ tại Quân khu Hải quân Yokosuka.

### Hải chiến Guadalcanal
Sau một chuyến đi tiếp tế thành công đến Jaluit và các chuyến vận chuyển binh lính đến Guadalcanal trong tháng 9 và tháng 10, Asashio nằm trong thành phần hộ tống cho Lực lượng Hỗ trợ của Đô đốc Gunichi Mikawa trong nhiều trận hải chiến gần Guadalcanal trong tháng 11, nhưng đã không trực tiếp tham chiến. Ngày 14 tháng 11, Asashio trợ giúp cho chiếc tàu tuần dương hạng nhẹ Isuzu bị hư hại. Sau đó Hải đội Tuần dương 8 thực hiện thêm ba chuyến vận chuyển tốc độ cao "Tốc hành Tokyo" chuyển binh lính từ Rabaul đến Buna vào cuối tháng 11 và đầu tháng 12 năm 1942. Sau chuyến thứ nhất, Asashio đã kéo tàu khu trục Umikaze bị hư hại quay trở lại Rabaul vào ngày 21 tháng 11. Chuyến thứ ba bị hủy bỏ do một cuộc không kích của Đồng Minh vào ngày 8 tháng 12; Asashio tạm thời bị loại khỏ vòng chiến do những quả bom ném suýt trúng vào đuôi tàu. Sau đó hải đội thực hiện thành công một chuyến vận chuyển binh lính đến Finschhafen vào ngày 18 tháng 12.
Vào ngày 7 tháng 1, Asashio cùng Hải đội Khu trục 8 hộ tống tàu sân bay Zuikaku, thiết giáp hạm Mutsu và tàu tuần dương Suzuya từ Truk đến Kure, rồi quay trở lại Truk. Vào ngày 7 tháng 2, Hải đội Khu trục 8 lặp lại nhiệm vụ hộ tống đến Kure cùng với tàu sân bay Chūyō. Sau đó hải đội hộ tống một đoàn tàu vận tải từ Truk đến Rabaul, và một đoàn tàu chuyển quân từ Rabaul đến Madang và quay lại. Hải đội Khu trục 8 được điều về Phân hạm đội Khu trục 3 của Hạm đội 8 vào ngày 25 tháng 2.

### Trận chiến biển Bismarck
Vào ngày 3 tháng 3 năm 1943, Asashio cùng Hải đội Khu trục 3 hộ tống một đoàn tàu vận tải chuyển binh lính từ Rabaul về hướng Lae. Trong trận chiến biển Bismarck, đoàn tàu vận tải bị máy bay Đồng Minh tấn công. Sau khi lẩn tránh được đợt thứ nhất, Asashio bị ném bom và bắn phá càn quét trong khi tìm cách cứu những người còn sống sót từ các tàu khu trục Arashio và Nojima. Nó bị chìm với toàn bộ thủy thủ đoàn ở khoảng 45 hải lý (83 km) về phía Đông Nam Finschhafen, New Guinea ở tọa độ 07°15′N 148°15′Đ / 7,25°N 148,25°Đ. Trong số những người tử trận có cả vị chỉ huy của Đội khu trục 8, Đại tá Hải quân Yasuo Sato.
Asashio được rút khỏi danh sách Đăng bạ Hải quân vào ngày 1 tháng 4 năm 1943.